# 夕日 (YU-Aの曲)
「夕日」（ゆうひ）は、YU-Aの2ndシングルである。

## 収録曲
1. 夕日
  - 作詞：YU-A／作曲：3rd Productions／編曲：弦一徹
2. Belief
  - 作詞：YU-A／作曲：3rd Productions
3. 夕日 [instrumental]
4. Belief [instrumental]